# Alocobisium himalaiense
Espèce
Alocobisium himalaiense est une espèce de pseudoscorpions de la famille des Syarinidae.

## Distribution
Cette espèce est endémique du Bhoutan. Elle se rencontre vers Phuntsholing.

## Étymologie
Son nom d'espèce, composé de himalai[a] et du suffixe latin -ense, « qui vit dans, qui habite », lui a été donné en référence au lieu de sa découverte, l'Himalaya.

## Publication originale
- Beier, 1976 : Ergebnisse der Bhutan-Expedition 1972 des Naturhistorischen Museums Basel. Pseudoscorpionidea. Verhandlungen der Naturforschenden Gesellschaft in Basel, vol. 85, no 1/2, p. 95-100.